# Händel-Werke-Verzeichnis
Händel Werke Verzeichnis (HWV) és el catàleg més utilitzat per classificar les obres del compositor Georg Friedrich Händel, compilat per Bernd Baselt de la Universitat Martí Luter de Halle-Wittenberg. El catàleg recull totes les obres conegudes de Händel (i algunes de dubtoses) juntament amb els primers compassos de cada una i gran quantitat d'informació complementària per al treball de recerca. El catàleg no inclou les partitures completes de les obres de Händel (per a les partitures completes, vegeu Händel-Gesellschaft i Hallische Händel-Ausgabe).

## Numeració
El catàleg temàtic HWV serveix de sistema de numeració modern per a les composicions de Handel. Per exemple, El Messies de Händel està numerat com a HWV 56. Els números HWV oscil·len entre 1 i 612, però no representen una ordre global de composició; és a dir, HWV 1 no és el primer treball d'Handel, ni és l'última HWV 612. En canvi, els grups de números HWV treballen en categories musicals i ofereixen una bona ordre de la data de composició de cada categoria. A la taula següent es llisten les categories i els rangs de números HWV.
| Núm. HWV                             | Categoria                     |
| ------------------------------------ | ----------------------------- |
| 1–42                                 | Òperes                        |
| 43–45, 218                           | Música incidental             |
| 46–48, 50–71                         | Oratoris                      |
| 49, 72–76                            | Odes i mascarades             |
| 77–177                               | Cantates                      |
| 178–199                              | Duets italians                |
| 200, 201                             | Trios italians                |
| 202–210, 269–277, 284–286            | Himnes                        |
| 211–217, 219–227                     | Àries italianes               |
| 226, 228                             | Cançons angleses              |
| 229                                  | Cantates religioses alemanyes |
| 230, 233, 234                        | Cantates sacres italianes     |
| 231, 232, 235–245, 269–274, 276, 277 | Música religiosa en llatí     |
| 246–268                              | Anthems (Antífones)           |
| 278–283                              | Canticles (Càntics)           |
| 287–311, 343                         | Concerts                      |
| 312–335                              | Concerti grossi               |
| 336–345, 347–356, 413                | Obres orquestrals             |
| 357–379, 406–409, 412, 419–421       | Solo sonates                  |
| 380–405                              | Trio sonates                  |
| 346, 410, 411, 414–418, 422–424      | Obres per a conjunts de vent  |
| 425–612                              | Obres per a teclat            |
| A1, A3, A4, A6–A9, A10, A12          | Arranjaments                  |